# Jerzy Grotowski

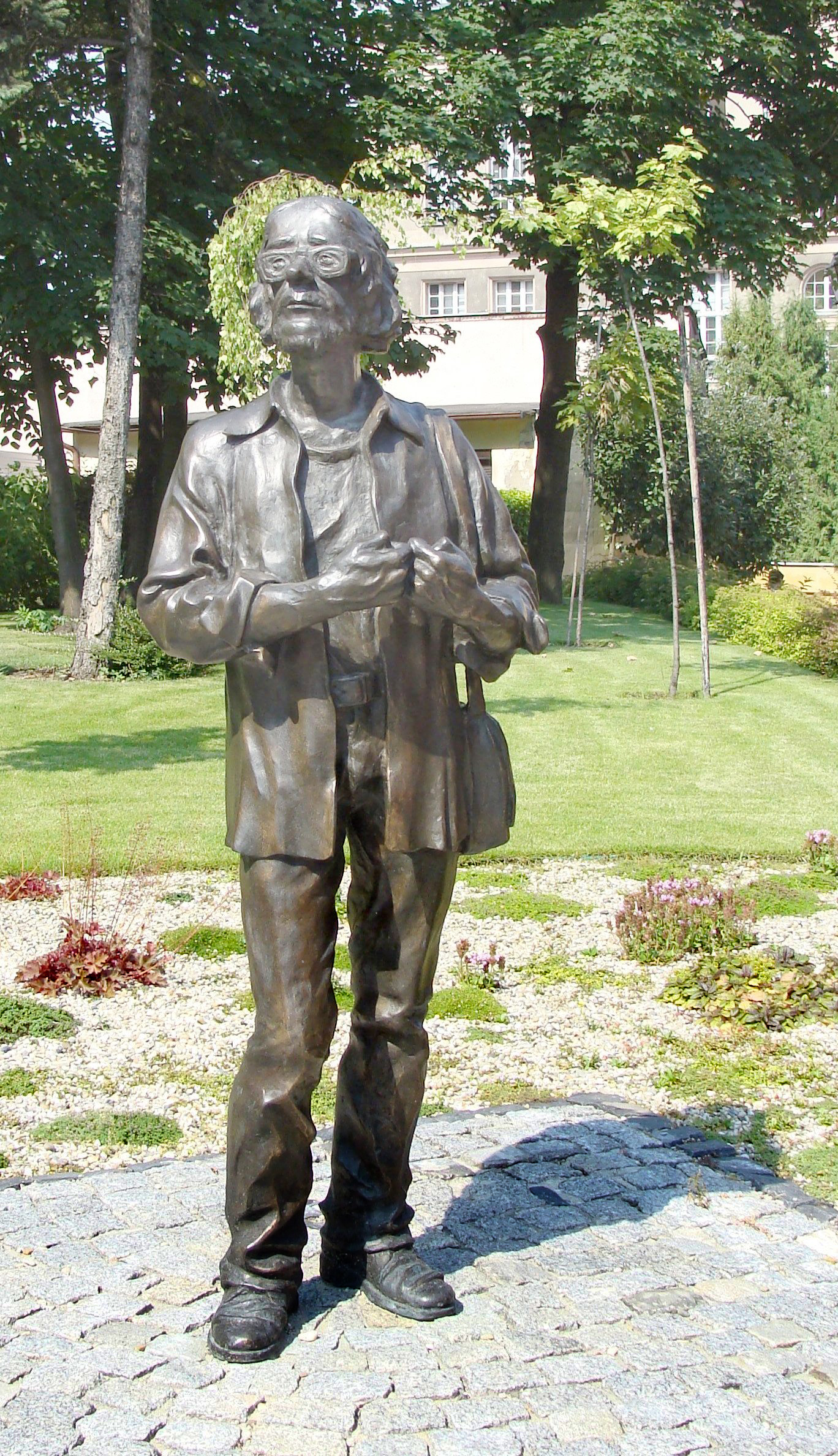
Standbeeld van Jerzy Grotowski in Opole

Jerzy Marian Grotowski (Rzeszów, 11 augustus 1933 - Pontedera, 14 januari 1999) was een Poolse toneelregisseur en een vernieuwer op het gebied van experimenteel theater. Hij heeft de termen 'theaterlaboratorium' en 'sober theater' op zijn naam staan.

## Naar een Sober Theater
De techniek die Grotowski in zijn Laboratoriumtheater ontwikkelde, staat beschreven in zijn enige boek, Naar een Sober Theater. Het boek bestaat uit een voorwoord door Peter Brook, vijf bijdragen door Grotowski zelf, een reeks interviews en twee verslagen van trainingssessies.
Een van de belangrijkste principes van Grotowski's leer is de zogenaamde via negativa: een acteur moet alles afleren wat hij ooit over acteren heeft geleerd. Hij moet alle blokkades opheffen die hem verhinderen 'zuiver' te acteren. Om deze staat te bereiken beschrijft Grotowski een reeks oefeningen. Deze oefeningen zijn zowel voor de stem als voor het lichaam.

## Paratheatrale fase
In 1973 publiceerde Grotowski Holiday, waarin hij een nieuwe weg insloeg. Hij zou deze 'Paratheatricale' fase voortzetten tot 1978. Deze fase staat bekend als de 'Paratheatricale' fase van zijn carrière omdat het een poging was om de scheiding tussen performer en toeschouwer te overstijgen. Grotowski probeerde dit door middel van het organiseren van gemeenschappelijke rituelen en eenvoudige interactieve uitwisselingen die soms lange periodes duurden, in een poging om bij arme deelnemers een deconditionering van de impuls op te wekken. De meest verspreide beschrijving van een van deze post-theatrale evenementen (een "bijenkorf") wordt gegeven door Andre Gregory, Grotowski's oude vriend en de Amerikaanse regisseur wiens werk hij het meest steunde, in My Dinner With Andre. Verschillende medewerkers die belangrijk waren geweest voor Grotowski's werk in wat hij zijn "Theatre of Productions" fase noemde, hadden moeite om hem te volgen in deze verkenningen buiten de grenzen van het conventionele theater. Andere, jongere leden van de groep kwamen op de voorgrond, met name Jacek Zmysłowski, die velen zouden beschouwen als Grotowski's naaste medewerker in deze periode. Theatercritici hebben Grotowski's werk vaak geëxotiseerd en gemystificeerd op basis van deze paratheatrale experimenten, door te suggereren dat zijn werk moet worden gezien in de lijn van Antonin Artaud, een suggestie waar Grotowski zich sterk tegen verzette. Later in zijn leven verduidelijkte hij dat hij deze richting van onderzoek al snel beperkend vond, omdat hij zich realiseerde dat ongestructureerd werk vaak banaliteiten en culturele clichés aan deelnemers ontlokt.

## Theater van Bronnen
In deze periode van zijn werk reisde Grotowski intensief door India, Mexico, Haïti en elders, op zoek naar technische elementen in de traditionele praktijken van verschillende culturen die een nauwkeurig en waarneembaar effect zouden kunnen hebben op de deelnemers. Belangrijke medewerkers in deze fase van het werk waren Włodzimierz Staniewsk, de latere oprichter van het Gardzienice Theater, Jairo Cuesta en Magda Złotowska, die met Grotowski meereisde op zijn internationale expedities. Zijn interesse in rituele technieken gekoppeld aan de Haïtiaanse praktijk leidde Grotowski tot een langdurige samenwerking met Maud Robart en Jean-Claude Tiga van Saint Soleil. Grotowski maakte gebruik van zijn internationale banden en de relatieve vrijheid van reizen om dit programma van cultureel onderzoek voort te zetten om Polen te ontvluchten na de afkondiging van de staat van beleg. Hij verbleef in Haïti en Rome, waar hij in 1982 een reeks belangrijke lezingen gaf over theaterantropologie aan de Universiteit Sapienza Rome, voordat hij politiek asiel aanvroeg in de Verenigde Staten. Zijn goede vrienden Andre en Mercedes Gregory hielpen Grotowski om zich in de VS te vestigen, waar hij een jaar lesgaf aan Columbia University terwijl hij probeerde steun te vinden voor een nieuw onderzoeksprogramma.

## Objectief Drama
Omdat hij er (ondanks de inspanningen van Richard Schechner) niet in slaagde om middelen te vinden voor zijn geplande onderzoek in Manhattan, ontving Grotowski in 1983 een uitnodiging van Robert Cohen om naar de Universiteit van Californië in Irvine te komen, waar hij begon aan een cursus werk die bekend stond als Objective Drama. Deze fase van zijn onderzoek richtte zich op de psychofysiologische reacties van deelnemers op geselecteerde liederen en andere performatieve middelen afkomstig uit traditionele culturen, waarbij hij zich specifiek richtte op relatief eenvoudige technieken die waarneembare en voorspelbare effecten konden hebben op de 'doeners', ongeacht hun geloofsstructuren of cultuur van herkomst. Rituele liederen en aanverwante performatieve elementen uit Haïtiaanse en andere Afrikaanse diasporatradities werden een geliefd onderzoeksinstrument. Gedurende deze periode zette Grotowski verschillende samenwerkingsverbanden voort die in eerdere fasen waren gestart, en Maud Robart, Jairo Cuesta en Pablo Jimenez namen een belangrijke rol op zich als uitvoerders en onderzoeksleiders in het project. Hij startte ook een creatieve relatie met de Amerikaan Keith Fowler en zijn student James Slowiak. Een andere vertrouwde medewerker was Thomas Richards, zoon van de Canadees-Amerikaanse regisseur Lloyd Richards, aan wie Grotowski uiteindelijk de verantwoordelijkheid voor zijn levenslange onderzoek zou overdragen.

## Stemwerk
Jerzy Grotowski behoorde tot een kleine groep acteurs en regisseurs, waaronder Peter Brook en Roy Hart, die nieuwe vormen van theatrale expressie probeerden te verkennen zonder gebruik te maken van het gesproken woord. In de programmatoelichting bij de productie van een van Grotowski's voorstellingen Akropolis, waarvan de première plaatsvond in oktober 1962, verklaarde een van de acteurs:
De middelen van verbale expressie zijn aanzienlijk uitgebreid, omdat alle middelen van vocale expressie worden gebruikt, beginnend bij het verwarde gebrabbel van het allerkleinste kind en met inbegrip van de meest verfijnde oratorische voordracht. Ongearticuleerd gekreun, gebrul van dieren, tedere volksliedjes, liturgische gezangen, dialecten, declamatie van poëzie: alles is aanwezig. De geluiden zijn verweven in een complexe partituur die vluchtig de herinnering aan alle vormen van taal terugbrengt.

## Analytische psychologie
Zowel Grotowski als Hart vergeleken het gewenste effect van het repetitieproces op hun acteurs en de impact van hun optredens op het publiek met psychotherapie, waarbij ze gebruik maakten van de principes van Carl Jung en de analytische psychologie om de principes achter hun creativiteit uit te leggen. Grotowski zei dat theater 'een kwestie is van een bijeenkomst die ondergeschikt is aan ritueel: niets wordt voorgesteld of getoond, maar we nemen deel aan een ceremonieel dat het collectieve onbewuste vrijmaakt'. Grotowski beschreef zijn repetitieproces en voorstellingen herhaaldelijk als 'heilig', en probeerde te doen herleven wat hij zag als de routes van drama in religieuze rituelen en spirituele praktijken.
Om zijn doelen te bereiken, eiste Grotowski van zijn acteurs dat ze beelden van een collectieve betekenis uit hun psyche haalden en deze vorm gaven door de beweging van het lichaam en het geluid van de stem. Grotowski's uiteindelijke doel was om in de acteur verandering en groei, transformatie en wedergeboorte te bewerkstelligen, zodat de acteur op zijn beurt een soortgelijke ontwikkeling in het publiek kon bewerkstelligen. Het was om deze reden dat Grotowski er vaak voor koos om producties te baseren op werken die gebaseerd waren op oude verhalen. Want hij geloofde dat deze 'mythen en beelden belichaamden die krachtig en universeel genoeg waren om als archetypen te fungeren, die onder de schijnbaar verdeelde en individuele structuur van de Westerse psyche konden doordringen en een spontane, collectieve, innerlijke respons konden oproepen'.